# Бехер, Курт
Курт Андреас Эрнст Бе́хер (нем. Kurt Andreas Ernst Becher; 12 сентября 1909, Гамбург — 8 августа 1995, Бремен) — штандартенфюрер СС, доверенное лицо Гиммлера. Комиссар всех немецких концлагерей, глава экономического департамента СС в оккупированной Венгрии. Избежал обвинений, так как в его пользу дал показания Рудольф Кастнер, которому он помог отправить в Швейцарию так называемый «поезд Кастнера». О цене (не только денежной) этой услуги и мотивах самого Кастнера у историков нет единого мнения по сей день.

## Биография

### Ранние годы
Родился в обеспеченной семье. Согласно показаниям, которые он давал на Нюрнбергском процессе, в СС вступил в 1934 году под влиянием своего тренера по верховой езде, с которой активно занимался с 1932. По мнению Ханны Арендт, это была уловка — кавалеристы СС были исключены трибуналом из списка преступных организаций. Будучи майором, воевал в Польше и Советском Союзе в составе отрядов «Мёртвая голова».

### В Венгрии
В Венгрии Бехер, отправленный туда в марте 1944, руководил закупками лошадей для СС. Он должен был приобрести 20 000 животных. Далее он занялся изъятием у евреев ценностей в интересах своего шефа Г. Гиммлера, обещая им через посредников спасение в обмен на выкуп. Часть этих ценностей Курт возил с собой в шести больших чемоданах, получивших название «депозит Бехера». В мае 1945 был арестован союзниками, но избежал суда после заступничества Кастнера.

### После войны
После войны вёл жизнь преуспевающего бизнесмена в Бремене. Был миллионером.

## В культуре
Ещё при его жизни, в 1968 году, в ГДР о нём был снят художественный фильм «Живой товар», его роль сыграл актёр Хорст Шульце.